# Автошлях E52
Європейський маршрут Е52 —  європейський автомобільний маршрут категорії А в  Центральній Європі, що з'єднує Страсбург (Франція) і Зальцбург (Австрія).
Майже весь маршрут розташований на території Німеччини: Страсбург і Зальцбург знаходяться неподалік німецького кордону.

## Міста, через які проходить маршрут
- Франція: Страсбург
- Німеччина:    Аппенваєр - Карлсруе - Штутгарт - Ульм - Мюнхен - Розенгайм
- Австрія: Зальцбург

Е52 пов'язаний з маршрутами
|  | - E25 - E35 - E41 - E43 |  | - E45 - E53 - E55 |

## Фотографії

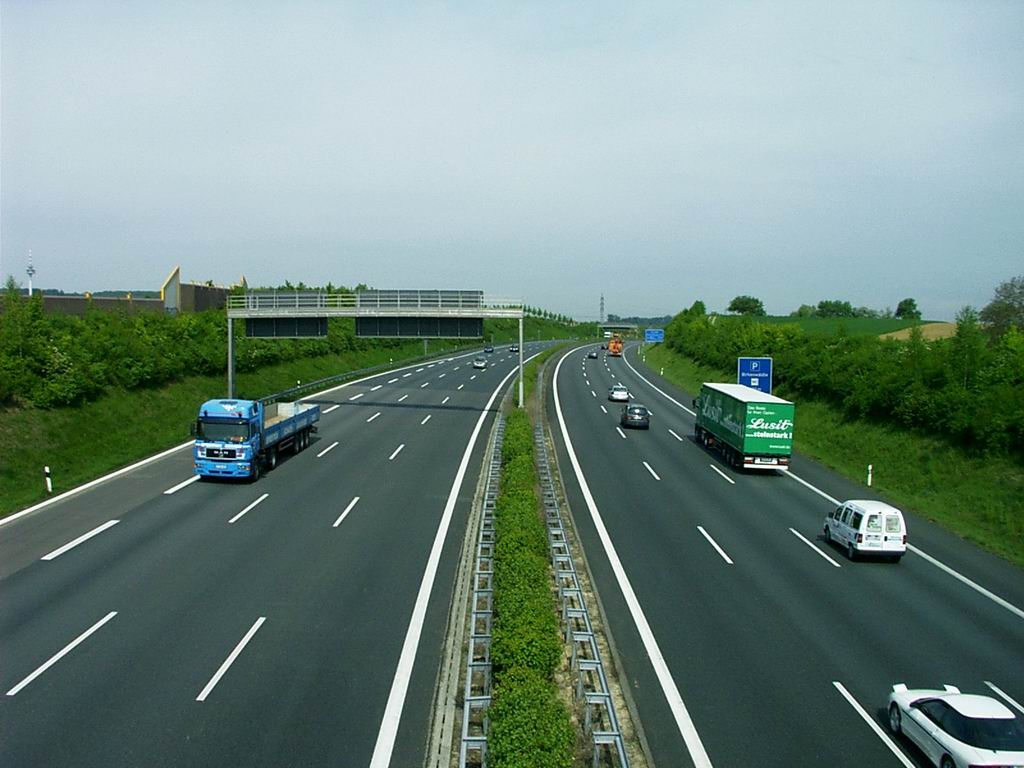
E52 / A8 біля Карлсруе
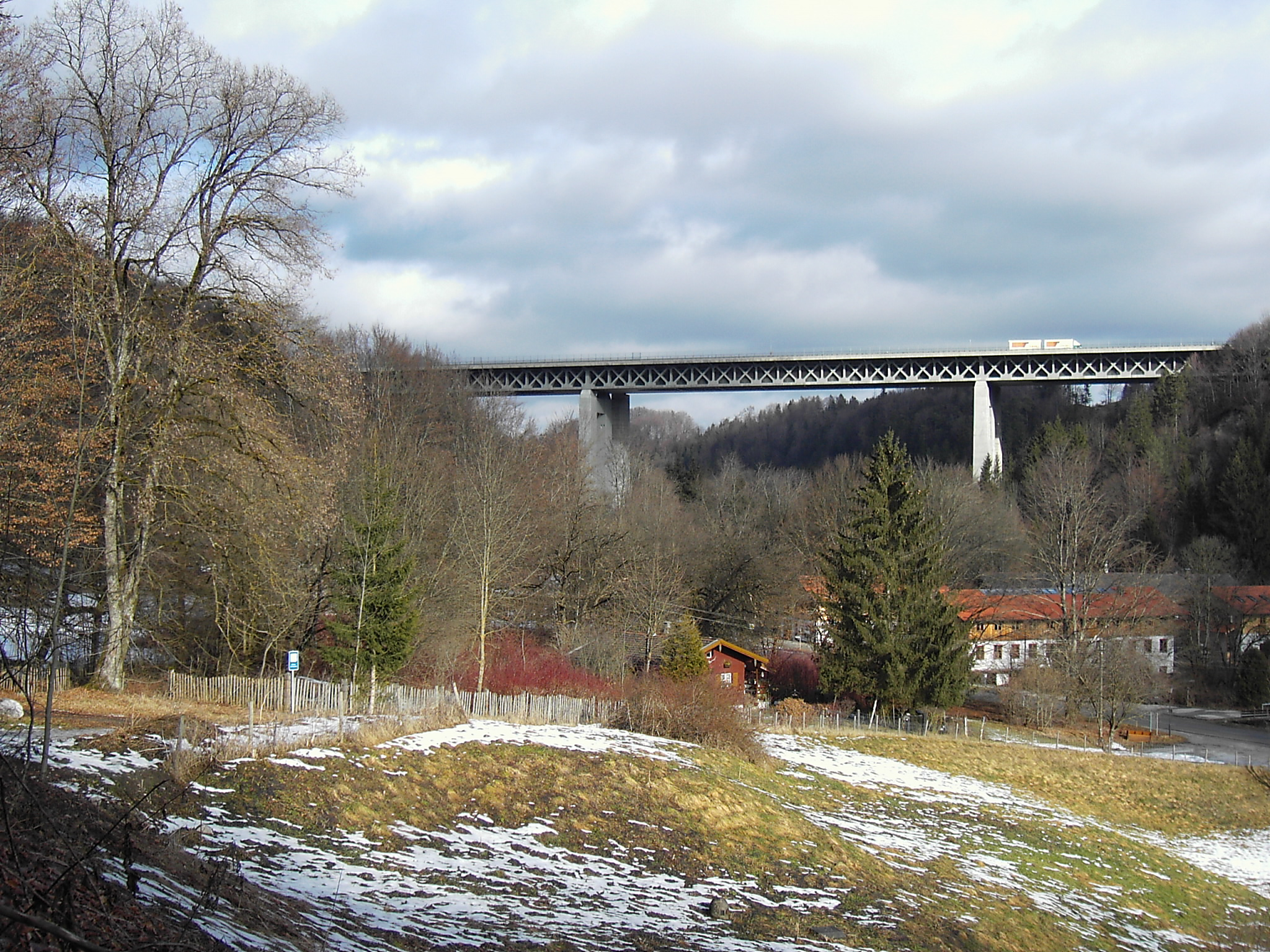
Міст між Мюнхеном і Розенгаймом

## Див. Також
- Список європейських автомобільних маршрутів